# Verdonnet
Verdonnet ist eine französische Gemeinde mit 69 Einwohnern (Stand: 1. Januar 2022) im Département Côte-d’Or in der Region Bourgogne-Franche-Comté. Sie gehört zum Arrondissement Montbard und zum Kanton Montbard.
Nachbargemeinden sind Jully im Nordwesten, Fontaines-les-Sèches im Norden, Savoisy im Osten, Planay und Montbard im Südosten, Arrans und Asnières-en-Montagne im Süden und Ravières im Westen.

## Siehe auch

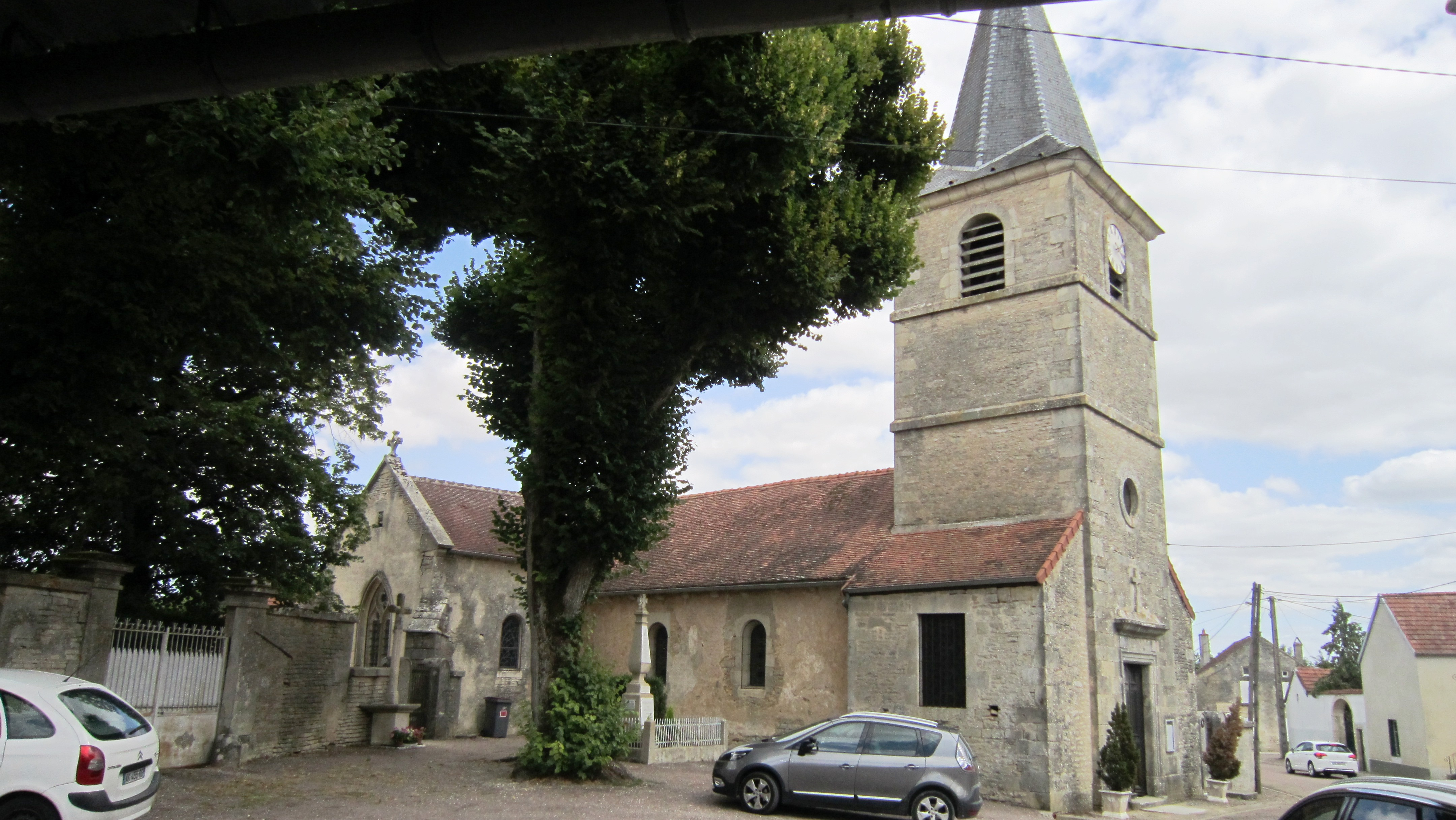
Kirche Saint-Barthélemy

## Bevölkerungsentwicklung
| Jahr                       | 1962 | 1968 | 1975 | 1982 | 1990 | 1999 | 2008 | 2015 |
| -------------------------- | ---- | ---- | ---- | ---- | ---- | ---- | ---- | ---- |
| Einwohner                  | 157  | 147  | 112  | 120  | 91   | 84   | 86   | 88   |
| Quellen: Cassini und INSEE |      |      |      |      |      |      |      |      |